# Edrevo
Edrevo (bulgariska: Едрево) är ett distrikt i Bulgarien.   Det ligger i kommunen obsjtina Nikolaevo och regionen Stara Zagora, i den centrala delen av landet, 200 km öster om huvudstaden Sofia.
I omgivningarna runt Edrevo växer i huvudsak lövfällande lövskog. Runt Edrevo är det ganska tätbefolkat, med 60 invånare per kvadratkilometer.